# Větrolam v Čimicích
Větrolam (Větrová alej) v Čimicích v Praze se nachází v severní části Čimic, ze kterých vychází od ulice K Mlýnu severním směrem k Drahanskému údolí.

## Popis
Větrolam dlouhý přibližně 500 metrů odděluje dvě sousední pole. Je tvořen několika řadami stromů, většinou dubů. Hlavní jsou vnitřní tři řady, ale lze jich napočítat i pět.

## Další informace
- V místech Drahanského údolí a větrolamu je naplánována jedna varianta pražského okruhu.[1]
- Větrolam byl nominován na Alej roku 2015.[1]
- Větrolamem vede turistická značená trasa  6020 z Čimic do Drahanského údolí.